# Euphorbia ramipressa
Euphorbia ramipressa är en törelväxtart som beskrevs av Léon Camille Marius Croizat. Euphorbia ramipressa ingår i släktet törlar, och familjen törelväxter.
Artens utbredningsområde är Madagaskar. Inga underarter finns listade i Catalogue of Life.